# Joy: A Holiday Collection
Joy: A Holiday Collection — третий студийный и первый рождественский альбом американской певицы Джуэл (Джуэл Килчер), который вышел 2 ноября 1999 года на лейбле Atlantic Records. Сингл «Joy to the World», предназначенный только для радио, был выпущен в ноябре того же года.
Альбом получил смешанные отзывы от музыкальных критиков и был сертифицирован как платиновый Ассоциацией звукозаписывающей индустрии Америки (RIAA) в декабре 1999 года, а по состоянию на октябрь 2013 года было продано 1 121 000 копий.

## Отзывы
| Оценки критиков      | Оценки критиков |
| Источник             | Оценка          |
| -------------------- | --------------- |
| AllMusic             | [ 5 ]           |
| Chicago Tribune      | (mixed)         |
| Entertainment Weekly | C+              |

Альбом получил в целом смешанные отзывы. Стивен Томас Эрлевайн из AllMusic заявил, что «Joy: A Holiday Collection может удивить некоторых поклонников Джуэл, поскольку это не тёплый, интимный акустический альбом. Но, возможно, это и не так, ведь он вышел после изысканно спродюсированного, бессовестно попсового Spirit, в котором были пышные музыкальные фоны для её фолк-поп мелодий. Однако Joy — это полноценное продолжение Spirit — рождественский альбом в стиле классицизма, включающий все обычные колядки, исполненные струнными и хором. Поскольку Джуэл обладает большим, мощным, привлекательным голосом, Joy работает, даже если он немного слишком предсказуем для своего блага — закрывающая „рождественская версия“ песни „Hands“ является единственным верным сигналом, по крайней мере, в музыкальном плане, что это номер Джуэл. Конечно, этот праздничный альбом не является важным дополнением к её каталогу, но для закоренелых фанатов он может стать хорошим подарком».

## Список композиций
| №                   | Название                                                           | Автор(ы)                              | Длительность |
| ------------------- | ------------------------------------------------------------------ | ------------------------------------- | ------------ |
| 1.                  | «Joy to the World»                                                 | Lowell Mason, Isaac Watts             | 3:05         |
| 2.                  | «O Holy Night»                                                     | Adolphe Adam, John Sullivan Dwight    | 3:44         |
| 3.                  | «Silent Night»                                                     | Franz Gruber, Joseph Mohr             | 3:07         |
| 4.                  | «Winter Wonderland»                                                | Felix Bernard, Richard B. Smith       | 3:39         |
| 5.                  | «O Little Town of Bethlehem»                                       | Phillips Brooks, Lewis Redner         | 3:11         |
| 6.                  | «Ave Maria»                                                        | Johann Sebastian Bach, Charles Gounod | 3:44         |
| 7.                  | «Hark! The Herald Angels Sing»                                     | Felix Mendelssohn, Charles Wesley     | 3:21         |
| 8.                  | «Rudolph, the Red-Nosed Reindeer»                                  | Johnny Marks                          | 1:53         |
| 9.                  | «Face of Love»                                                     | Jewel                                 | 3:27         |
| 10.                 | «Medley: Go Tell It on the Mountain/Life Uncommon/From a Distance» | Traditional, Jewel, Julie Gold        | 6:31         |
| 11.                 | «I Wonder as I Wander»                                             | John Jacob Niles                      | 1:58         |
| 12.                 | «Gloria»                                                           | Jewel                                 | 2:38         |
| 13.                 | «Hands» (Christmas version)                                        | Jewel, Patrick Leonard                | 4:13         |
| Общая длительность: | Общая длительность:                                                | Общая длительность:                   | 44:31        |

| №   | Название               | Длительность |
| --- | ---------------------- | ------------ |
| 14. | «Life Uncommon (Live)» |              |

## Чарты
| Чарт (1999—2000)                   | Высшая позиция |
| ---------------------------------- | -------------- |
| Австралия (ARIA)                   | 61             |
| Япония, Japanese Albums Chart      | 67             |
| США (Billboard 200)                | 32             |
| США Top Holiday Albums (Billboard) | 2              |
| США (Billboard Top Catalog Albums) | 5              |
| США Billboard Top Internet Albums  | 7              |

| Чарт (2000)       | Позиция |
| ----------------- | ------- |
| США Billboard 200 | 173     |

## Сертификации
| Регион     | Сертификация | Продажи   |
| ---------- | ------------ | --------- |
| США (RIAA) | Платиновый   | 1,121,000 |